# Charles Hepburn-Stuart-Forbes-Trefusis (21. baron Clinton)
Charles John Robert Hepburn-Stuart-Forbes-Trefusis GCVO (ur. 18 stycznia 1863 w Londynie, zm. 5 lipca 1957) – brytyjski arystokrata i polityk, najstarszy syn Charlesa Hepburna-Stuarta-Forbesa-Trefusisa, 20. barona Clinton, i Harriet Hepburn-Forbes, córki sir Johna Hepburn-Forbesa, 8. baroneta.
W latach 1898–1904 był przewodniczącym Rady Hrabstwa Kincardineshire. Po śmierci ojca w 1904 r. odziedziczył tytuł barona Clinton i zasiadł w Izbie Lordów. W 1911 r. został członkiem rady Księstwa Kornwalii. W 1913 r. został Strażnikiem Tajnej Pieczęci księstwa, a w 1921 r. objął stanowisko Lord Warden of Stannaries. W latach 1918–1919 był parlamentarnym sekretarzem przy Radzie Rolnictwa i Rybołówstwa. W latach 1927–1929 był przewodniczącym Komisji Leśnictwa. W 1927 r. został członkiem Tajnej Rady. W 1933 r. otrzymał Krzyż Wielki Królewskiego Orderu Wiktoriańskiego.
1 czerwca 1886 r. w kościele św. Pawła w Knightsbridge w Londynie poślubił lady Jane McDonnell (15 czerwca 1863 – 27 sierpnia 1953), córkę Marka McDonnella, 5. hrabiego Antrim, i Jane Macan, córki majora Turnera Macana. Charles i Jane mieli razem dwie córki:
- Harriet Hepburn-Stuart-Forbes-Trefusis (14 listopada 1887 – 15 marca 1958), żona majora Henry’ego Fane’a, miała dzieci, jej wnuk został 22. baronem Clinton
- Fenella Hepburn-Stuart-Forbes-Trefusis (19 sierpnia 1889 – 19 lipca 1966), żona Johna Bowes-Lyona, miała dzieci

Po śmierci lorda Clintona tytuł barona został zawieszony. W 1965 r. przyznano go wnukowi najstarszej córki 21. lorda.